# Marcelino Vieira
Marcelino Vieira, municipio del estado del Rio Grande do Norte (Brasil), localizado en la microrregión de Pau dos Ferros. De acuerdo con el censo realizado por el IBGE (Instituto Brasilero de Geografía y Estadística) en el año 2000, su población es de 8.237 habitantes. Área territorial de 346 km².

## Historia
En una región habitada por los indios Panatis, llegaron algunas familias provenientes de Pernambuco y de la Paraíba con el objetivo de trabajar en la plantación y en la producción de ganado y se instalaron en un lugar por nombre de Pasaje del Feijó. En el año de 1870, por sugerencia del padre, la localidad mudó de nombre y pasó a llamarse Vitória.
La primera escuela primaria fue construida en 1884, y en 1892 por decisión del gobernador Pedro Velho, el poblado de Vitória fue elevada a la categoría de villa. En 1943 la Villa Vitória fue elevada a la categoría de distrito con el nombre Panatis, en homenaje a los sus primeros habitantes, los indios Panatis.
Finalmente el día 24 de noviembre de 1953, por la Ley n.º 909, el distrito de Panatis se separó de Alexandria y de Pau dos Ferros con el nombre de Marcelino Vieira y se tornó municipio de Rio Grande do Norte. El nombre Marcelino Vieira fue dado en un homenaje realizado al agricultor y creador paraibano, que vino a Rio Grande del Norte donde se destacó en la política, fue intendente varias veces y Diputado Estatal.